# Tour de Flandes 1967
El Tour de Flandes 1967, la 51.ª edición de esta clásica ciclista belga. Se disputó el 2 de abril de 1967.
El ganador fue el italiano Dino Zandegu, que se impuso al esprint a su compañero de fuga, el belga Noël Foré. El también belga Eddy Merckx acabó en tercera posición. 

## Clasificación General
| Posición | Ciclista            | Equipo                   | Tiempo     |
| -------- | ------------------- | ------------------------ | ---------- |
| 1        | Dino Zandegu        | Salvarani-Chiorda        | 6h 16' 00" |
| 2        | Noël Foré           | Goldor-Gerka             | m. t.      |
| 3        | Eddy Merckx         | Peugeot-BP-Michelin      | + 20"      |
| 4        | Felice Gimondi      | Salvarani-Chiorda        | m. t.      |
| 5        | Barry Hoban         | Mercier-BP-Hutchinson    | m. t.      |
| 6        | Willy Monty         | Pelforth-Sauvage-Lejeune | m. t.      |
| 7        | Guido Reybrouck     | Romeo-Smiths             | + 30"      |
| 8        | Herman Van Springel | Mann-Grundig             | m. t.      |
| 9        | Jan Janssen         | Pelforth-Sauvage-Lejeune | m. t.      |
| 10       | Gerben Karstens     | Televizier-Batavus       | m. t.      |